# Llista de monuments de Gràcia
Llista de monuments del districte de Gràcia (Barcelona) inclosos en l'Inventari del Patrimoni Arquitectònic Català i en el catàleg de Patrimoni Arquitectònic de Barcelona.

## Monuments Patrimoni de la Humanitat
| Monument    | Protecció     | Estil/època                       | Localització                         | Coordenades                                        | Codi?         | Imatge                                                                                                  |
| ----------- | ------------- | --------------------------------- | ------------------------------------ | -------------------------------------------------- | ------------- | --- |
| Casa Vicens | BCIN 52-MH-EN | Modernisme Antoni Gaudí XIX Final | Barcelona c. de les Carolines, 18-24 | 41° 24′ 13″ N, 2° 09′ 04″ E / 41.40361°N,2.15111°E | RI-51-0003823 | Casa Vicens (Barcelona) · Vegeu més fotos d'aquest monument · Carregueu una nova foto d'aquest monument |
| Parc Güell  | BCIN 58-MH-EN | Modernisme Antoni Gaudí XX        | Barcelona c. d'Olot                  | 41° 24′ 49″ N, 2° 09′ 10″ E / 41.41361°N,2.15278°E | RI-51-0003818 | Parc Güell (Barcelona) · Vegeu més fotos d'aquest monument · Carregueu una nova foto d'aquest monument  |

## Monuments d'interès local
Monuments declarats béns culturals d'interès local (BCIL) inclosos en el Catàleg de Patrimoni Arquitectònic de Barcelona amb el nivell de protecció B.
| Monument                                                                  | Protecció | Estil/època                                                                                                   | Localització                                                                                               | Coordenades                                          | Codi?     | Imatge |
| ------------------------------------------------------------------------- | --------- | --- | --- | ---------------------------------------------------- | --------- | --- |
| Can Tusquets o Can Rigau                                                  | BCIL 2000 | Obra popular, barroc Final segle XVIII                                                                        | Barcelona Trav. Dalt, 45-61 - av. Santuari de Sant Josep de la Muntanya, 1                                 | 41° 24′ 35″ N, 2° 09′ 16″ E / 41.40976°N,2.15458°E   | IPA-30220 | Can Tusquets (Barcelona) · Vegeu més fotos d'aquest monument · Carregueu una nova foto d'aquest monument                                             |
| Casa Jaume Gustà, Casa Gustà                                              | BCIL 2000 | Modernisme Jaume Gustà i Bondia 1910                                                                          | Barcelona C. Ca l'Alegre de Dalt, 72-74 - c. Balcells, 28 - pg. Amunt, 27                                  | 41° 24′ 37″ N, 2° 09′ 36″ E / 41.410398°N,2.160073°E | IPA-30224 | Casa Jaume Gustà (Barcelona) · Vegeu més fotos d'aquest monument · Carregueu una nova foto d'aquest monument                                         |
| Can Sert                                                                  | BCIL 2000 | Segle XVIII                                                                                                   | Barcelona Av. República Argentina, 16-26 - c. Ballester, 58-72 - av. Vallcarca, 13-35 - c. Velàzquez, 2-16 | 41° 24′ 29″ N, 2° 08′ 54″ E / 41.4081°N,2.14824°E    | IPA-30226 | Can Sert (Barcelona) · Vegeu més fotos d'aquest monument · Carregueu una nova foto d'aquest monument                                                 |
| Can Trilla, Torre d'en Simon                                              | BCIL 2000 | Obra popular Segle XVII                                                                                       | Barcelona C. Gran de Gràcia, 177-181                                                                       | 41° 24′ 13″ N, 2° 09′ 07″ E / 41.403514°N,2.151863°E | IPA-30230 | Can Trilla (Barcelona) · Vegeu més fotos d'aquest monument · Carregueu una nova foto d'aquest monument                                               |
| Torre del Rellotge de Gràcia, Campanar de Gràcia                          | BCIL 2000 | Eclecticisme Antoni Rovira i Trias 1862-64                                                                    | Barcelona Pl. Vila de Gràcia                                                                               | 41° 24′ 01″ N, 2° 09′ 27″ E / 41.400182°N,2.157609°E | IPA-30232 | Torre del Rellotge de Gràcia (Barcelona) · Vegeu més fotos d'aquest monument · Carregueu una nova foto d'aquest monument                             |
| Sucursal de la Caixa de Barcelona                                         | BCIL 2000 | Historicisme neomedievalista August Font i Carreras 1906                                                      | Barcelona C. Gran de Gràcia, 18-22                                                                         | 41° 23′ 54″ N, 2° 09′ 26″ E / 41.398356°N,2.157264°E | IPA-40347 | Sucursal de la Caixa de Barcelona (Barcelona) · Vegeu més fotos d'aquest monument · Carregueu una nova foto d'aquest monument                        |
| Casa Vilaró                                                               | BCIL 2000 | Racionalisme Sixte Illescas i Mirosa 1929-30                                                                  | Barcelona Av. Coll del Portell, 43 i 67 - pas Coll del Portell, 2-4                                        | 41° 24′ 40″ N, 2° 09′ 05″ E / 41.411167°N,2.151364°E | IPA-40349 | Casa Vilaró (Barcelona) · Vegeu més fotos d'aquest monument · Carregueu una nova foto d'aquest monument                                              |
| Església i Convent de Pompeia                                             | BCIL 2000 | Historicisme neogòtic Enric Sagnier i Villavechia 1907-10                                                     | Barcelona Av. Diagonal, 450 - c. Riera de Sant Miquel, 1                                                   | 41° 23′ 47″ N, 2° 09′ 30″ E / 41.396524°N,2.158266°E | IPA-40368 | Església i Convent de Pompeia (Barcelona) · Vegeu més fotos d'aquest monument · Carregueu una nova foto d'aquest monument                            |
| Casa Bonaventura Ferrer, El Palauet                                       | BCIL 2000 | Modernisme Pere Falqués 1905-06                                                                               | Barcelona Pg. Gràcia, 113 - c. Riera Sant Miquel, 6                                                        | 41° 23′ 49″ N, 2° 09′ 30″ E / 41.397049°N,2.158443°E | IPA-40404 | Casa Bonaventura Ferrer (Barcelona) · Vegeu més fotos d'aquest monument · Carregueu una nova foto d'aquest monument                                  |
| Casa Fuster                                                               | BCIL 2000 | Modernisme Lluís Domènech i Montaner 1908-11                                                                  | Barcelona Pg. Gràcia, 132 - c. Gràcia, 2-6 - c. Gran de Gràcia, 2-4                                        | 41° 23′ 53″ N, 2° 09′ 29″ E / 41.397982°N,2.158147°E | IPA-40405 | Casa Fuster (Barcelona) · Vegeu més fotos d'aquest monument · Carregueu una nova foto d'aquest monument                                              |
| Església de la Mare de Déu de Gràcia i Sant Josep, Església dels Josepets | BCIL 2000 | Barroc Fra Josep de la Concepció "El Tracista" Segle XVII                                                     | Barcelona Pl. Lesseps, 25 - av. República Argentina, 1C                                                    | 41° 24′ 24″ N, 2° 08′ 56″ E / 41.406693°N,2.148858°E | IPA-40416 | Església de la Mare de Déu de Gràcia i Sant Josep (Barcelona) · Vegeu més fotos d'aquest monument · Carregueu una nova foto d'aquest monument        |
| Mercat de la Llibertat                                                    | BCIL 2000 | Modernisme, arquitectura del ferro Miquel Pascual i Tintorer Francesc Berenguer i Mestres (decoració) 1888-93 | Barcelona Pl. Llibertat                                                                                    | 41° 23′ 59″ N, 2° 09′ 13″ E / 41.399850°N,2.153479°E | IPA-40419 | Mercat de la Llibertat (Barcelona) · Vegeu més fotos d'aquest monument · Carregueu una nova foto d'aquest monument                                   |
| Ajuntament de Gràcia (actual seu del districte)                           | BCIL 2000 | Eclecticisme Francesc Berenguer i Mestres Segona meitat del segle XIX                                         | Barcelona Pl. Vila de Gràcia, 2 - c. Mozart, 24                                                            | 41° 24′ 00″ N, 2° 09′ 28″ E / 41.399999°N,2.157844°E | IPA-40458 | Ajuntament de Gràcia (Barcelona) · Vegeu més fotos d'aquest monument · Carregueu una nova foto d'aquest monument                                     |
| Casa Joan Baptista Rubinat, Casa Rubinat                                  | BCIL 2000 | Modernisme Francesc Berenguer i Mestres 1909                                                                  | Barcelona C. Or, 44                                                                                        | 41° 24′ 18″ N, 2° 09′ 28″ E / 41.404901°N,2.157678°E | IPA-40752 | Casa Joan Baptista Rubinat (Barcelona) · Vegeu més fotos d'aquest monument · Carregueu una nova foto d'aquest monument                               |
| Casa Comas d'Argemir                                                      | BCIL 2000 | Modernisme Josep Vilaseca i Casanovas 1904                                                                    | Barcelona Av. República Argentina, 92 - c. Bolívar, 54 - av. Vallcarca, 89                                 | 41° 24′ 39″ N, 2° 08′ 45″ E / 41.410833°N,2.145833°E | IPA-41208 | Casa Comas d'Argemir (Barcelona) · Vegeu més fotos d'aquest monument · Carregueu una nova foto d'aquest monument                                     |
| Centre Moral de Gràcia                                                    | BCIL 2000 | Modernisme Francesc Berenguer i Mestres 1904                                                                  | Barcelona C. Ros de Olano, 9                                                                               | 41° 24′ 04″ N, 2° 09′ 17″ E / 41.401095°N,2.154736°E | IPA-41210 | Centre Moral de Gràcia (Barcelona) · Vegeu més fotos d'aquest monument · Carregueu una nova foto d'aquest monument                                   |
| Grup Escolar La Farigola                                                  | BCIL 2000 | Noucentisme Josep Goday i Casals 1917                                                                         | Barcelona C. Sant Camil, 29-31 - c. Farigola, 51-53b                                                       | 41° 24′ 49″ N, 2° 08′ 48″ E / 41.413703°N,2.146703°E | IPA-41214 | Grup Escolar La Farigola (Barcelona) · Vegeu més fotos d'aquest monument · Carregueu una nova foto d'aquest monument                                 |
| Torre de Sant Jordi                                                       | BCIL 2000 | Modernisme Salvador Valeri i Pupurull 1908                                                                    | Barcelona C. Sant Eudald, 11                                                                               | 41° 24′ 50″ N, 2° 08′ 44″ E / 41.413776°N,2.145457°E | IPA-41215 | Torre de Sant Jordi (Barcelona) · Vegeu més fotos d'aquest monument · Carregueu una nova foto d'aquest monument                                      |
| Santuari de Sant Josep de la Muntanya                                     | BCIL 2000 | Modernisme Francesc Berenguer i Mestres 1895-1914                                                             | Barcelona Av. Santuari de Sant Josep de la Muntanya, 1-25 - c. Sant Cugat del Vallès, 16-20                | 41° 24′ 38″ N, 2° 09′ 13″ E / 41.410556°N,2.153611°E | IPA-41223 | Santuari de Sant Josep de la Muntanya (Barcelona) · Vegeu més fotos d'aquest monument · Carregueu una nova foto d'aquest monument                    |
| Font d'Hèrcules                                                           | BCIL 2000 | Neoclassicisme Salvador Gurri; Josep Moret 1796-1802                                                          | Barcelona Pg. Sant Joan - c. Còrsega                                                                       | 41° 24′ 07″ N, 2° 09′ 59″ E / 41.401834°N,2.166374°E | IPA-41261 | Font d'Hèrcules (Barcelona) · Vegeu més fotos d'aquest monument · Carregueu una nova foto d'aquest monument                                          |
| Casa Francesc Cama                                                        | BCIL 2000 | Modernisme Francesc Berenguer i Mestres; Miquel Pascual 1905                                                  | Barcelona C. Gran de Gràcia, 77 - c. Santa Eugènia, 1-9                                                    | 41° 24′ 01″ N, 2° 09′ 17″ E / 41.400258°N,2.154846°E | IPA-41309 | Casa Francesc Cama (Barcelona) · Vegeu més fotos d'aquest monument · Carregueu una nova foto d'aquest monument                                       |
| Parròquia de Sant Joan de Gràcia                                          | BCIL 2000 | Eclecticisme Francesc Berenguer i Mestres 1878                                                                | Barcelona Pl. Virreina - c. Robí, 28 - c. Astúries, 91 - c. Església, 1 - c. Santa Creu, 2                 | 41° 24′ 19″ N, 2° 09′ 25″ E / 41.405149°N,2.157070°E | IPA-41314 | Parròquia de Sant Joan de Gràcia (Barcelona) · Vegeu més fotos d'aquest monument · Carregueu una nova foto d'aquest monument                         |
| Torre Marsans, Alberg Juvenil Mare de Déu de Montserrat                   | BCIL 2000 | Eclecticisme Juli Marial i Tey 1907                                                                           | Barcelona Pg. Mare de Déu del Coll, 41-51 - c. Castellterçol, 18-22                                        | 41° 25′ 00″ N, 2° 08′ 49″ E / 41.416694°N,2.146824°E | IPA-41319 | Torre Marsans (Barcelona) · Vegeu més fotos d'aquest monument · Carregueu una nova foto d'aquest monument                                            |
| Edifici Roca Barallat                                                     | BCIL 2000 | Racionalisme Carles Martínez Sánchez 1935                                                                     | Barcelona Via Augusta, 12 - pl. Narcís Oller, 10                                                           | 41° 23′ 48″ N, 2° 09′ 19″ E / 41.396795°N,2.155152°E | IPA-42525 | Edifici Roca Barallat (Barcelona) · Vegeu més fotos d'aquest monument · Carregueu una nova foto d'aquest monument                                    |
| Casa Cama i Escurra                                                       | BCIL 2000 | Modernisme Francesc Berenguer 1902-04                                                                         | Barcelona C. Gran de Gràcia, 15                                                                            | 41° 23′ 54″ N, 2° 09′ 25″ E / 41.398315°N,2.157075°E | IPA-42526 | Casa Cama i Escurra (Barcelona) · Vegeu més fotos d'aquest monument · Carregueu una nova foto d'aquest monument                                      |
| Casa Elisa Bremon d'Espina                                                | BCIL 2000 | Modernisme Jeroni F. Granell i Manresa 1904-05                                                                | Barcelona C. Gran de Gràcia, 61                                                                            | 41° 23′ 59″ N, 2° 09′ 20″ E / 41.399658°N,2.155542°E | IPA-42527 | Casa Elisa Bremon d'Espina (Barcelona) · Vegeu més fotos d'aquest monument · Carregueu una nova foto d'aquest monument                               |
| Casa Garriga, Casa Rupert Garriga Miranda                                 | BCIL 2000 | Eclecticisme Enric Sagnier i Villavecchia 1909-12                                                             | Barcelona Pg. Gràcia, 112 - c. Còrsega, 321 - pl. del Cinc d'Oros                                          | 41° 23′ 49″ N, 2° 09′ 34″ E / 41.396943°N,2.159568°E | IPA-42528 | Casa Garriga (Barcelona) · Vegeu més fotos d'aquest monument · Carregueu una nova foto d'aquest monument                                             |
| Casa Barangé                                                              | BCIL 2000 | Racionalisme Ricardo Churruca Dotres 1931-34                                                                  | Barcelona Pl. Mons, 4 - c. Gustavo Adolfo Bécquer, 25                                                      | 41° 24′ 49″ N, 2° 08′ 39″ E / 41.413515°N,2.144297°E | IPA-42529 | Casa Barangé (Barcelona) · Vegeu més fotos d'aquest monument · Carregueu una nova foto d'aquest monument                                             |
| Conjunt d'habitatges plurifamiliars a la Rambla de Prat                   | BCIL 2000 | Modernisme Domènec Boada i Piera Primera dècada del segle XX                                                  | Barcelona Rambla de Prat, 4-10                                                                             | 41° 24′ 07″ N, 2° 09′ 09″ E / 41.401868°N,2.152421°E | IPA-42530 | Conjunt d'habitatges plurifamiliars a la Rambla del Prat (Barcelona) · Vegeu més fotos d'aquest monument · Carregueu una nova foto d'aquest monument |
| Monument a Josep Anselm Clavé                                             | BCIL 2000 | Historicisme Josep Vilaseca; Manuel Fuxà 1888                                                                 | Barcelona Pg. Sant Joan (entre c. St. Antoni M. Claret i trav. Gràcia)                                     | 41° 24′ 14″ N, 2° 09′ 49″ E / 41.403988°N,2.163529°E | IPA-42531 | Monument a Josep Anselm Clavé (Barcelona) · Vegeu més fotos d'aquest monument · Carregueu una nova foto d'aquest monument                            |
| Església de la Mare de Déu del Coll                                       | BCIL 2000 | Romànic, historicisme Segles XI-XII, XX                                                                       | Barcelona C. Santuari, 28-38 - pl. Gibraltar - c. Font del Coll, 25-29                                     | 41° 25′ 12″ N, 2° 09′ 06″ E / 41.420083°N,2.151528°E | IPA-42532 | Església de la Mare de Déu del Coll (Barcelona) · Vegeu més fotos d'aquest monument · Carregueu una nova foto d'aquest monument                      |
| Oratori de Sant Felip Neri                                                | BCIL 2000 | Historicisme neobarroc Josep Artigas i Ramoneda 1891-94                                                       | Barcelona C. Sol, 2-12 - c. Montseny, 24-28 - c. Ros de Olano, 25-29                                       | 41° 24′ 08″ N, 2° 09′ 20″ E / 41.402320°N,2.155528°E | IPA-42533 | Oratori de Sant Felip Neri (Barcelona) · Vegeu més fotos d'aquest monument · Carregueu una nova foto d'aquest monument                               |
| Herboristeria Llobet                                                      | BCIL 2016 | XIX | Barcelona Trav. de Gràcia, 159                                                                             | 41° 24′ 04″ N, 2° 09′ 27″ E / 41.401122°N,2.157436°E | IPA-43605 | Herboristeria Llobet (Barcelona) · Vegeu més fotos d'aquest monument · Carregueu una nova foto d'aquest monument                                     |

## Altres monuments inventariats
Altres monuments inclosos a l'Inventari del Patrimoni Arquitectònic Català.
| Monument                                                                                          | Protecció | Estil/època                                                   | Localització                                                                                | Coordenades                                          | Codi?     | Imatge |
| ------------------------------------------------------------------------------------------------- | --------- | ------------------------------------------------------------- | ------------------------------------------------------------------------------------------- | ---------------------------------------------------- | --------- | --- |
| Casa típica amb galeria al carrer Escorial, 214                                                   |           | Eclecticisme XIX                                              | Barcelona C. Escorial, 214 (enderrocada)                                                    | 41° 24′ 43″ N, 2° 09′ 25″ E / 41.41199°N,2.15702°E   | IPA-30214 | Carregueu una nova foto d'aquest monument |
| Can Trias                                                                                         |           | Noucentisme XX                                                | Barcelona Recinte del Parc Güell                                                            | 41° 24′ 55″ N, 2° 09′ 09″ E / 41.415287°N,2.152582°E | IPA-30215 | Can Trias (Barcelona) · Vegeu més fotos d'aquest monument · Carregueu una nova foto d'aquest monument                                               |
| Antiga masoveria de la Virreina, la Torre Petita                                                  |           | Neoclassicisme ca. 1780                                       | Barcelona C. Torrijos 56-58 - c. Sant Lluís 1-5                                             | 41° 24′ 15″ N, 2° 09′ 29″ E / 41.40429°N,2.15815°E   | IPA-30217 | Antiga masoveria de la Virreina (Barcelona) · Vegeu més fotos d'aquest monument · Carregueu una nova foto d'aquest monument                         |
| Masia annexa a Can Tusquets i Sant Josep de la Muntanya                                           |           | Obra popular XIX-XX                                           | Barcelona Travessera de Dalt, 61                                                            | 41° 24′ 34″ N, 2° 09′ 15″ E / 41.40955°N,2.15415°E   | IPA-30219 | Masia annexa a Can Tusquets i Sant Josep de la Muntanya (Barcelona) · Vegeu més fotos d'aquest monument · Carregueu una nova foto d'aquest monument |
| Can Ceguet, Casa Pere Jaqués                                                                      |           | Modernisme Joan Marsans 1900 i 1905                           | Barcelona C. Olot, 2-4                                                                      | 41° 24′ 46″ N, 2° 09′ 08″ E / 41.41271°N,2.15225°E   | IPA-30222 | Can Ceguet (Barcelona) · Vegeu més fotos d'aquest monument · Carregueu una nova foto d'aquest monument                                              |
| Can Muntaner de Dalt                                                                              |           | Noucentisme XVIII, XX                                         | Barcelona Entrada del Parc Güell, seu de l'Escola Baldiri Reixac                            | 41° 24′ 49″ N, 2° 09′ 08″ E / 41.41349°N,2.15222°E   | IPA-30227 | Can Muntaner de Dalt (Barcelona) · Vegeu més fotos d'aquest monument · Carregueu una nova foto d'aquest monument                                    |
| Cal Xipreret, Club de Tennis la Salut                                                             |           | Obra popular XVIII                                            | Barcelona C. Mare de Déu de la Salut, 75                                                    | 41° 24′ 46″ N, 2° 09′ 27″ E / 41.41291°N,2.15756°E   | IPA-30228 | Cal Xipreret (Barcelona) · Vegeu més fotos d'aquest monument · Carregueu una nova foto d'aquest monument                                            |
| Can Turull                                                                                        |           | Historicisme XVIII                                            | Barcelona Pg. Turull, 13-15                                                                 | 41° 24′ 51″ N, 2° 08′ 52″ E / 41.414126°N,2.147796°E | IPA-30229 | Can Turull (Barcelona) · Vegeu més fotos d'aquest monument · Carregueu una nova foto d'aquest monument                                              |
| Can Carol, actual casal de barri                                                                  |           | Obra popular XIX                                              | Barcelona C. Cambrils, 28                                                                   | 41° 24′ 45″ N, 2° 08′ 45″ E / 41.41237°N,2.14576°E   | IPA-30231 | Can Carol (Barcelona) · Vegeu més fotos d'aquest monument · Carregueu una nova foto d'aquest monument                                               |
| Viaducte de Vallcarca                                                                             |           | XX                                                            | Barcelona Av. República Argentina - pl. Mons - c. Gomis, 2                                  | 41° 24′ 44″ N, 2° 08′ 37″ E / 41.412192°N,2.143689°E | IPA-36888 | Viaducte de Vallcarca (Barcelona) · Vegeu més fotos d'aquest monument · Carregueu una nova foto d'aquest monument                                   |
| Santuari Parròquia de l'Immaculat Cor de Maria                                                    |           | Eclecticisme XX Inici                                         | Barcelona C. Sant Antoni Maria Claret, 47                                                   | 41° 24′ 21″ N, 2° 10′ 01″ E / 41.405775°N,2.16682°E  | IPA-39658 | Santuari Parròquia de l'Immaculat Cor de Maria (Barcelona) · Vegeu més fotos d'aquest monument · Carregueu una nova foto d'aquest monument          |
| Plaça de la Vila de Gràcia, abans plaça de Rius i Taulet, plaça d'Orient, plaça de la Constitució |           | XIX                                                           | Barcelona Pl. Vila de Gràcia                                                                | 41° 24′ 01″ N, 2° 09′ 27″ E / 41.400278°N,2.1575°E   | IPA-40655 | Plaça de la Vila de Gràcia (Barcelona) · Vegeu més fotos d'aquest monument · Carregueu una nova foto d'aquest monument                              |
| Antiga Editorial Seguí                                                                            |           | Modernisme Andreu Audet i Puig XX (1912)                      | Barcelona C. Torrent de l'Olla, 9 - c. Bonavista, 30                                        | 41° 23′ 56″ N, 2° 09′ 39″ E / 41.398881°N,2.160767°E | IPA-41307 | Antiga Editorial Seguí (Barcelona) · Vegeu més fotos d'aquest monument · Carregueu una nova foto d'aquest monument                                  |
| Casa Miquel Call Millàs                                                                           |           | Modernisme Joan Marsant Solà XIX (1893)                       | Barcelona C. Vallfogona, 18 - c. Verdi 7                                                    | 41° 24′ 11″ N, 2° 09′ 27″ E / 41.403134°N,2.157566°E | IPA-41310 | Casa Miquel Call Millàs (Barcelona) · Vegeu més fotos d'aquest monument · Carregueu una nova foto d'aquest monument                                 |
| Cooperativa Lleialtat, Teatre Lliure                                                              |           | Eclecticisme XIX                                              | Barcelona C. Montseny, 47 - c. Leopoldo Alas, 2-8                                           | 41° 24′ 10″ N, 2° 09′ 21″ E / 41.402678°N,2.155928°E | IPA-41311 | Cooperativa Lleialtat (Barcelona) · Vegeu més fotos d'aquest monument · Carregueu una nova foto d'aquest monument                                   |
| Casa Enric Cera                                                                                   |           | Historicisme XX (1915)                                        | Barcelona C. Or, 38-40 - c. Torrijos, 53-59                                                 | 41° 24′ 17″ N, 2° 09′ 27″ E / 41.404679°N,2.157418°E | IPA-41312 | Casa Enric Cera (Barcelona) · Vegeu més fotos d'aquest monument · Carregueu una nova foto d'aquest monument                                         |
| La Sedeta, antiga Fàbrica Tèxtil Pujol i Casacuberta                                              |           | Obra popular industrial XIX (1895)                            | Barcelona C. Sicília, 303-321 - c. Indústria, 67-73                                         | 41° 24′ 20″ N, 2° 10′ 05″ E / 41.405579°N,2.168031°E | IPA-41316 | La Sedeta (Barcelona) · Vegeu més fotos d'aquest monument · Carregueu una nova foto d'aquest monument                                               |
| Casa Sansalvador                                                                                  |           | Modernisme Josep M. Jujol i Gibert XX (1909-10)               | Barcelona Pg. Mare de Déu del Coll, 79                                                      | 41° 25′ 08″ N, 2° 08′ 54″ E / 41.418849°N,2.148317°E | IPA-41318 | Casa Sansalvador (Barcelona) · Vegeu més fotos d'aquest monument · Carregueu una nova foto d'aquest monument                                        |
| Casa Queralt                                                                                      |           | Modernisme Josep M. Jujol i Gibert XX (1917)                  | Barcelona C. Pineda, 12                                                                     | 41° 25′ 10″ N, 2° 08′ 52″ E / 41.419322°N,2.147802°E | IPA-41320 | Casa Queralt (Barcelona) · Vegeu més fotos d'aquest monument · Carregueu una nova foto d'aquest monument                                            |
| Villa Esperanza                                                                                   |           | Eclecticisme romanticista Andreu Audet i Puig 1893            | Barcelona Passatge Isabel, 8                                                                | 41° 24′ 49″ N, 2° 08′ 47″ E / 41.413597°N,2.146362°E | IPA-41321 | Villa Esperanza (Barcelona) (Barcelona) · Vegeu més fotos d'aquest monument · Carregueu una nova foto d'aquest monument                             |
| Casa Agustí Atzeries, Casa del Diable                                                             |           | Eclecticisme Joan Baptista Pons i Trabal XIX                  | Barcelona C. Josep Torres, 20                                                               | 41° 24′ 03″ N, 2° 09′ 42″ E / 41.400923°N,2.161761°E | IPA-41329 | Casa Agustí Atzeries (Barcelona) · Vegeu més fotos d'aquest monument · Carregueu una nova foto d'aquest monument                                    |
| Cases Salvador Andreu                                                                             |           | Modernisme Sebastià Gelabert Serra XX                         | Barcelona C. Gran de Gràcia, 74-76 - trav. de Gràcia, 121                                   | 41° 24′ 00″ N, 2° 09′ 20″ E / 41.399925°N,2.155500°E | IPA-41330 | Cases Salvador Andreu (Barcelona) · Vegeu més fotos d'aquest monument · Carregueu una nova foto d'aquest monument                                   |
| Cases Antoni Par                                                                                  |           | Modernisme Jeroni F. Granell i Manresa XX                     | Barcelona C. Gran de Gràcia, 262-264 - c. Nil Fabra, 1                                      | 41° 24′ 20″ N, 2° 09′ 02″ E / 41.405599°N,2.150650°E | IPA-41338 | Cases Antoni Par (Barcelona) · Vegeu més fotos d'aquest monument · Carregueu una nova foto d'aquest monument                                        |
| Casa Josep Barnolas                                                                               |           | Modernisme Miquel Pascual i Tintorer 1904-05                  | Barcelona C. Camèlies, 40                                                                   | 41° 24′ 42″ N, 2° 09′ 37″ E / 41.411621°N,2.160374°E | IPA-41340 | Casa Josep Barnolas (Barcelona) · Vegeu més fotos d'aquest monument · Carregueu una nova foto d'aquest monument                                     |
| Parròquia de Santa Teresa del Nen Jesús                                                           |           | Historicisme escandinau Josep Domènech Mansana XX (1932-1940) | Barcelona Via Augusta, 68-72                                                                | 41° 24′ 01″ N, 2° 09′ 06″ E / 41.400394°N,2.151616°E | IPA-41343 | Parròquia de Santa Teresa del Nen Jesús (Barcelona) · Vegeu més fotos d'aquest monument · Carregueu una nova foto d'aquest monument                 |
| Tallers Mañach                                                                                    |           | Modernisme Josep Maria Jujol i Gibert 1916-1918               | Barcelona C. Riera de Sant Miquel, 39-45                                                    | 41° 23′ 53″ N, 2° 09′ 21″ E / 41.398189°N,2.155930°E | IPA-45024 | Tallers Mañach (Barcelona) · Vegeu més fotos d'aquest monument · Carregueu una nova foto d'aquest monument                                          |
| Sector de conservació de l'Eixample a Gràcia                                                      |           |                                                               | Barcelona Av. Diagonal, 446-480 - Jardins de Salvador Espriu - pg. Sant Joan, 132-148       | 41° 23′ 48″ N, 2° 09′ 32″ E / 41.3966°N,2.1588°E     | IPA-45790 | Sector de conservació de l'Eixample a Gràcia (Barcelona) · Vegeu més fotos d'aquest monument · Carregueu una nova foto d'aquest monument            |
| Edifici d'habitatges Coll del Portell, la Casa de Ferro                                           |           | Darreres tendències 1971-1975                                 | Barcelona Av. Coll del Portell, 52                                                          | 41° 24′ 40″ N, 2° 09′ 08″ E / 41.41110°N,2.15221°E   | IPA-46087 | Edifici d'habitatges Coll del Portell (Barcelona) · Vegeu més fotos d'aquest monument · Carregueu una nova foto d'aquest monument                   |
| Habitatges Hospital Militar                                                                       |           | Racionalisme 1953                                             | Barcelona Av. Vallcarca, 125                                                                | 41° 24′ 45″ N, 2° 08′ 35″ E / 41.41243°N,2.14296°E   | IPA-46089 | Habitatges Hospital Militar (Barcelona) · Vegeu més fotos d'aquest monument · Carregueu una nova foto d'aquest monument                             |
| Grup Residencial Escorial                                                                         |           | Racionalisme 1952-1955                                        | Barcelona C. Escorial, 42-62                                                                | 41° 24′ 28″ N, 2° 09′ 40″ E / 41.40780°N,2.16100°E   | IPA-46091 | Grup Residencial Escorial (Barcelona) · Vegeu més fotos d'aquest monument · Carregueu una nova foto d'aquest monument                               |
| Parc de la Creueta del Coll                                                                       |           | Escola de Barcelona 1981-1987                                 | Barcelona Pg. Mare de Déu del Coll, 77                                                      | 41° 25′ 08″ N, 2° 08′ 48″ E / 41.4189°N,2.1467°E     | IPA-46113 | Parc de la Creueta del Coll (Barcelona) · Vegeu més fotos d'aquest monument · Carregueu una nova foto d'aquest monument                             |
| Hospital de l'Esperança, Dispensari de Sant Josep de la Muntanya                                  |           | Racionalisme 1936                                             | Barcelona C. Mare de Déu de la Salut, 1-15 - av. Santuari de St. Josep de la Muntanya, 8-14 | 41° 24′ 37″ N, 2° 09′ 17″ E / 41.41032°N,2.15477°E   | IPA-46392 | Hospital de l'Esperança (Barcelona) · Vegeu més fotos d'aquest monument · Carregueu una nova foto d'aquest monument                                 |
| Escola del Consell de l'Escola Nova Unificada                                                     |           | Racionalisme XX                                               | Barcelona C. Larrard, 45-51                                                                 | 41° 24′ 45″ N, 2° 09′ 13″ E / 41.41257°N,2.15359°E   | IPA-46593 | Escola del Consell de l'Escola Nova Unificada (Barcelona) · Vegeu més fotos d'aquest monument · Carregueu una nova foto d'aquest monument           |
| Casa Rosa Cuyàs i Font, Casa Girona i Cuyàs                                                       |           | Noucentisme Lluís Girona i Cuyàs 1922                         | Barcelona C. Gran de Gràcia, 6-8 - c. de Gràcia, 1                                          | 41° 23′ 53″ N, 2° 09′ 27″ E / 41.39814°N,2.15763°E   | IPA-49546 | Casa Rosa Cuyàs i Font (Barcelona) · Vegeu més fotos d'aquest monument · Carregueu una nova foto d'aquest monument                                  |
| Edifici d'habitatges del Dr. Víctor Conill i Montobbio, Casa Víctor Conill                        |           | Noucentisme Josep Goday i Casals 1931                         | Barcelona C. Gran de Gràcia, 1-5 - c. Sèneca, 2 - c. Riera de Sant Miquel, 26-28            | 41° 23′ 52″ N, 2° 09′ 27″ E / 41.39771°N,2.15743°E   | IPA-49548 | Edifici d'habitatges del Dr. Víctor Conill i Montobbio (Barcelona) · Vegeu més fotos d'aquest monument · Carregueu una nova foto d'aquest monument  |
| Casa Carles Casades de Còdol III                                                                  |           | Noucentisme Adolf Florensa Ferrer XX                          | Barcelona C. Gran de Gràcia, 25-33                                                          | 41° 23′ 55″ N, 2° 09′ 24″ E / 41.39873°N,2.15668°E   | IPA-50881 | Casa Carles Casades de Còdol III (Barcelona) · Vegeu més fotos d'aquest monument · Carregueu una nova foto d'aquest monument                        |
| Cases Borràs, Cases Cuevas                                                                        |           | Noucentisme Joan Gomà Cuevas XX                               | Barcelona Pg. de Sant Joan, 202-204                                                         | 41° 24′ 15″ N, 2° 09′ 49″ E / 41.40422°N,2.16361°E   | IPA-50932 | Cases Borràs (Barcelona) · Vegeu més fotos d'aquest monument · Carregueu una nova foto d'aquest monument                                            |
| Edifici d'habitatges al carrer de Santa Magdalena, 3                                              |           | Modernisme XX                                                 | Barcelona C. Santa Magdalena, 3                                                             | 41° 24′ 13″ N, 2° 09′ 09″ E / 41.40367°N,2.15254°E   | IPA-53427 | Edifici d'habitatges al carrer de Santa Magdalena, 3 (Barcelona) · Vegeu més fotos d'aquest monument · Carregueu una nova foto d'aquest monument    |
| Edifici d'habitatges a la plaça Trilla, 6                                                         |           | Eclecticisme XX                                               | Barcelona Pl. Trilla, 6 - c. Gran de Gràcia, 198                                            | 41° 24′ 13″ N, 2° 09′ 08″ E / 41.40362°N,2.15214°E   | IPA-53428 | Edifici d'habitatges a la plaça Trilla, 6 (Barcelona) · Vegeu més fotos d'aquest monument · Carregueu una nova foto d'aquest monument               |
| Casa Vilabella                                                                                    |           | Modernisme 1904-1905                                          | Barcelona C. Astúries, 65                                                                   | 41° 24′ 15″ N, 2° 09′ 20″ E / 41.40413°N,2.15550°E   | IPA-53429 | Casa Vilabella (Barcelona) · Vegeu més fotos d'aquest monument · Carregueu una nova foto d'aquest monument                                          |
| Edifici d'habitatges a la plaça Trilla, 4, Casa F. Homet                                          |           | Modernisme Salvador Puiggrós 1908                             | Barcelona Pl. Trilla, 4 - c. Santa Magdalena, 1                                             | 41° 24′ 13″ N, 2° 09′ 09″ E / 41.40364°N,2.15243°E   | IPA-53430 | Edifici d'habitatges a la plaça Trilla, 4 (Barcelona) · Vegeu més fotos d'aquest monument · Carregueu una nova foto d'aquest monument               |
| Cases Francesca Cama, Edifici d'habitatges al carrer Gran de Gràcia, 125                          |           | Eclecticisme XIX                                              | Barcelona C. Gran de Gràcia, 125                                                            | 41° 24′ 06″ N, 2° 09′ 11″ E / 41.40170°N,2.15317°E   | IPA-53432 | Edifici d'habitatges al carrer Gran de Gràcia, 125 (Barcelona) · Vegeu més fotos d'aquest monument · Carregueu una nova foto d'aquest monument      |
| Edifici d'habitatges al carrer Gran de Gràcia, 133                                                |           | Historicisme XX                                               | Barcelona C. Gran de Gràcia, 133 - Rambla de Prat, 1                                        | 41° 24′ 07″ N, 2° 09′ 11″ E / 41.40200°N,2.15294°E   | IPA-53433 | Edifici d'habitatges al carrer Gran de Gràcia, 133 (Barcelona) · Vegeu més fotos d'aquest monument · Carregueu una nova foto d'aquest monument      |
| Edifici d'habitatges al carrer Gran de Gràcia, 135                                                |           | Eclecticisme XX                                               | Barcelona C. Gran de Gràcia, 135 - Rambla de Prat, 2                                        | 41° 24′ 07″ N, 2° 09′ 10″ E / 41.40208°N,2.15283°E   | IPA-53435 | Edifici d'habitatges al carrer Gran de Gràcia, 135 (Barcelona) · Vegeu més fotos d'aquest monument · Carregueu una nova foto d'aquest monument      |
| Edifici d'habitatges al carrer Gran de Gràcia, 160                                                |           | Eclecticisme XIX                                              | Barcelona C. Gran de Gràcia, 160                                                            | 41° 24′ 08″ N, 2° 09′ 11″ E / 41.40222°N,2.15296°E   | IPA-53436 | Edifici d'habitatges al carrer Gran de Gràcia, 160 (Barcelona) · Vegeu més fotos d'aquest monument · Carregueu una nova foto d'aquest monument      |
| Edifici d'habitatges al carrer Gran de Gràcia, 137                                                |           | Eclecticisme XIX                                              | Barcelona C. Gran de Gràcia, 137                                                            | 41° 24′ 08″ N, 2° 09′ 10″ E / 41.40227°N,2.15268°E   | IPA-53437 | Edifici d'habitatges al carrer Gran de Gràcia, 137 (Barcelona) · Vegeu més fotos d'aquest monument · Carregueu una nova foto d'aquest monument      |
| Edifici d'habitatges al carrer Gran de Gràcia, 233                                                |           | Eclecticisme XX                                               | Barcelona C. Gran de Gràcia, 233                                                            | 41° 24′ 19″ N, 2° 09′ 03″ E / 41.40519°N,2.150844°E  | IPA-53441 | Edifici d'habitatges al carrer Gran de Gràcia, 233 (Barcelona) · Vegeu més fotos d'aquest monument · Carregueu una nova foto d'aquest monument      |
| Església i Convent de Betlem, Escola Vedruna                                                      |           | Historicisme 1905                                             | Barcelona C. Betlem, 9-15 - c. Gran de Gràcia, 234-236                                      | 41° 24′ 17″ N, 2° 09′ 07″ E / 41.40473°N,2.15200°E   | IPA-53442 | Església i Convent de Betlem (Barcelona) · Vegeu més fotos d'aquest monument · Carregueu una nova foto d'aquest monument                            |
| Edifici d'habitatges al carrer Gran de Gràcia, 194                                                |           | Modernisme XX                                                 | Barcelona C. Gran de Gràcia, 194                                                            | 41° 24′ 12″ N, 2° 09′ 08″ E / 41.40334°N,2.15227°E   | IPA-53443 | Edifici d'habitatges al carrer Gran de Gràcia, 194 (Barcelona) · Vegeu més fotos d'aquest monument · Carregueu una nova foto d'aquest monument      |
| Edifici d'habitatges al carrer Gran de Gràcia, 221-223                                            |           | Modernisme XX                                                 | Barcelona C. Gran de Gràcia, 221-223                                                        | 41° 24′ 17″ N, 2° 09′ 04″ E / 41.40481°N,2.15115°E   | IPA-53444 | Edifici d'habitatges al carrer Gran de Gràcia, 221-223 (Barcelona) · Vegeu més fotos d'aquest monument · Carregueu una nova foto d'aquest monument  |
| Abaceria Central de Gràcia                                                                        |           | Arquitectura del ferro 1842                                   | Barcelona Travessera de Gràcia, 186 - c. Torrijos - c. Puigmartí                            | 41° 24′ 08″ N, 2° 09′ 34″ E / 41.40213°N,2.15950°E   | IPA-53446 | Abaceria Central de Gràcia (Barcelona) · Vegeu més fotos d'aquest monument · Carregueu una nova foto d'aquest monument                              |